# Kevin Arnould
Kevin Arnould (* 19. Februar 1980 in Sallanches) ist ein ehemaliger französischer Skisportler, der in der Nordischen Kombination sowie deren Einzeldisziplinen Skispringen und Skilanglauf aktiv war.

## Werdegang

### Nordische Kombination
Sein internationales Debüt feierte Arnould bei der Junioren-Weltmeisterschaft 1999 in Saalfelden am Steinernen Meer. Dort gewann er mit der Mannschaft Bronze im Teamwettbewerb. Ein Jahr später bei der Junioren-Weltmeisterschaft 2000 in Štrbské Pleso gewann er im Gundersen Einzel über 10 km ebenfalls Bronze. Am 26. Februar 2000 gab Arnould sein Debüt im Weltcup der Nordischen Kombination. Dabei verpasste er als 32. in Chaux-Neuve auf Anhieb seine ersten Weltcup-Punkte nur knapp. Im März startete er in Chamonix-Mont-Blanc im B-Weltcup und gewann den Wettbewerb im Gundersen Einzel von der Normalschanze.
Im September 2000 startete er für einen Wettbewerb im Sommer-Grand-Prix und gewann als 30. in Stams auch auf Anhieb einen Punkt. Zu Beginn der Weltcup-Saison 2000/01 konnte er im zweiten Wettbewerb in Kuopio als 23. seine ersten Weltcup-Punkte. Bei der Nordischen Skiweltmeisterschaft 2001 in Lahti landete Arnould im Einzel auf Rang 21. Gemeinsam mit dem Team erreichte er den neunten Rang und wurde im Sprint am Ende 29. Nachdem er nach der Weltmeisterschaft noch einmal einen Punkteerfolg erreichen konnte, landete er am Ende der Saison auf Rang 41 der Weltcup-Gesamtwertung.
Auch in die Saison 2001/02 startete Arnould erfolgreich mit Punktgewinnen in Kuopio und Lillehammer. In Steamboat Springs erreichte er als 12. erstmals eine Top-20-Platzierung. Auch im Val di Fiemme erreichte er zweimal diesen Platz. Überraschend konnte er in Ramsau am Dachstein als Neunter erstmals unter den besten zehn landen.
Bei den Olympischen Winterspielen 2002 in Salt Lake City erreichte Arnould Rang 34 im Sprint und Rang 17 im Einzel. Im Teamwettbewerb wurde er gemeinsam mit Ludovic Roux, Frédéric Baud und Nicolas Bal am Ende Sechster. Auch in den Weltcup-Rennen nach den Spielen gewann Arnould nochmals Punkte und beendete die Saison auf Rang 23 der Weltcup-Gesamtwertung.
In die Saison 2002/03 startete Arnould nach Erfolgen beim Sommer-Grand-Prix erneut mit guten Ergebnissen. Im Januar wechselte er zur Vorbereitung auf die Nordischen Skiweltmeisterschaften 2003 nochmals in den B-Weltcup und zeigte dort unter anderem mit einem Sieg in Klingenthal sehr gute Leistungen. Bei der Weltmeisterschaft im italienischen Val di Fiemme wurde er Neunter im Sprint und erreichte mit der Mannschaft Rang sieben im Teamwettbewerb. Zum Saisonende überraschte er mit Rang fünf beim Sprint in Oslo, was zugleich das beste Weltcup-Resultat seiner Karriere war. Am Ende schloss er die erfolgreichste Saison seiner Karriere als 21. der Gesamtwertung ab.
Beim Sommer-Grand-Prix 2003 stand Arnould in Steinbach-Hallenberg erstmals als zweiter auf dem Podium. Es blieb jedoch die einzige Podestplatzierung seiner Karriere in dieser Serie. In der Saison 2003/04 gelang es Arnould nicht, auf seine Erfolge aus dem Vorjahr aufzubauen. Er landete zwar oft in den Punkten, größere Erfolge oder Top-10-Platzierungen blieben bis auf einen siebenten Rang in Kuusamo zum Saisonbeginn aus. Am Ende belegte er Rang 33 in der Gesamtwertung. Einen weiteren Leistungseinbruch verzeichnete Arnould auch in der Saison 2004/05. Erneut blieben vordere Platzierungen aus und am Ende belegte er gar nur Rang 35 der Weltcup-Gesamtwertung.
Bei der Nordischen Skiweltmeisterschaft 2005 in Oberstdorf erreichte er nach einem 18. Platz im Gundersen Einzel mit der Mannschaft, zu der auch Nicolas Bal, Jason Lamy Chappuis und Ludovic Roux gehörten, am Ende Rang sieben im Teamwettbewerb.
In der Saison 2005/06 blieb Arnould oft ohne Punkterfolg. Sein bestes Resultat war ein 24. Platz in Ramsau am Dachstein und Oslo. Daher wechselte er im Januar erneut in den B-Weltcup, wo er bis zum Saisonende startete. Nachdem er auch dort keine Podestplätze erreichen konnte, beendete er nach der Saison seine aktive Karriere.

### Skispringen
Seinen ersten Auftritt bei den Spezialspringern hatte Arnould am 2. März 2002 beim Skisprung-Weltcup in Lahti, bei dem er die Mannschaft im Teamwettbewerb unterstützte. Am Ende erreichte er gemeinsam mit Emmanuel Chedal, Rémi Santiago und Nicolas Dessum den achten und damit letzten Platz. Am 4. Februar 2006 startete er in Courchevel noch einmal im FIS-Cup. Dabei gewann er als Achter 32 Punkte und lag damit in der Gesamtwertung am Ende auf Rang 134.

### Skilanglauf
Im Skilanglauf bestritt Arnould im März 2005 und im März 2006 zwei FIS-Rennen. Dabei erreichte er 2005 in Ulrichen über 10 km Freistil Platz 28 und 2006 in Méribel in der gleichen Disziplin Rang 39.

## Erfolge

### B-Weltcup-Siege im Einzel
| Nr. | Datum           | Ort         | Disziplin               |
| --- | --------------- | ----------- | ----------------------- |
| 1.  | 18. März 2000   | Chamonix    | Gundersen Normalschanze |
| 2.  | 22. Januar 2003 | Klingenthal | Gundersen Normalschanze |
| 3.  | 23. Januar 2005 | Mitteltal   | Sprint Normalschanze    |

## Statistik

### Platzierungen bei Olympischen Winterspielen
| Jahr und Ort        | Wettbewerb   | Wettbewerb | Wettbewerb |
| Jahr und Ort        | Gundersen NH | Sprint LH  | Team       |
| ------------------- | ------------ | ---------- | ---------- |
| 2002 Salt Lake City | 17.          | 34.        | 06.        |

### Platzierungen bei Weltmeisterschaften
| Jahr und Ort    | Wettbewerb | Wettbewerb | Wettbewerb |
| Jahr und Ort    | Gundersen  | Sprint     | Team       |
| --------------- | ---------- | ---------- | ---------- |
| 2001 Lahti      | 21.        | 29.        | 09.        |
| 2003 Pragelato  | –          | 09.        | 07.        |
| 2005 Oberstdorf | 18.        | –          | 07.        |

### Weltcup-Platzierungen
| Saison  | Platz | Punkte |
| ------- | ----- | ------ |
| 1999/00 | 52.   | 105    |
| 2000/01 | 41.   | 214    |
| 2001/02 | 23.   | 442    |
| 2002/03 | 21.   | 190    |
| 2003/04 | 33.   | 112    |
| 2004/05 | 35.   | 108    |
| 2005/06 | 57.   | 025    |

### Grand-Prix-Platzierungen
| Saison | Platz | Punkte |
| ------ | ----- | ------ |
| 2001   | 22.   | 108    |

### B-Weltcup-Platzierungen
| Saison  | Platz | Punkte |
| ------- | ----- | ------ |
| 1998/99 | 24.   | 096    |
| 1999/00 | 24.   | 103    |
| 2005/06 | 32.   | 151    |